# Єдиний державний реєстр виборців
Державний реєстр виборців (ДРВ) — автоматизована інформаційно-телекомунікаційна система (банк даних), призначена для зберігання, обробки даних, які містять передбачені Законом України «Про Державний реєстр виборців» [Архівовано 23 січня 2022 у Wayback Machine.] відомості, та користування ними, створена Центральною виборчою комісією для забезпечення державного обліку громадян України, які мають право голосу відповідно до статті 70 Конституції України [Архівовано 25 липня 2020 у Wayback Machine.] (виборців). Як єдина база даних, доступ до якої здійснюється через закриту мережу, почав діяти з березня 2009 року (найкращий IT проект України 2009 року). Раніше існував у вигляді локальної інформаційно-аналітичної підсистеми «Списки виборців», що була встановлена в кожному відділі ведення реєстру.
Ведення Державного реєстру виборців регулюється Законом України «Про Державний реєстр виборців», Виборчим кодексом України та іншими законодавчими актами.

## Дані в реєстрі та їх джерело
До Державного реєстру виборців внесено деякі персональні дані громадян:

1. Прізвище, ім'я, по батькові;

2. Дата народження;

3. Місце народження (не фіксується в списках під час виборів);

4. Адреса проживання (виборча адреса).

Також прослідковуються всі зміни в імені та адресі з моменту занесення до реєстру.
Всі дані до реєстру заносяться відділом ведення Державного реєстру виборців, який створено в кожному районі, районі в місті та в містах обласного значення (без районного поділу). Дані відділ отримує від розташованих на відповідній території
суб'єктів надання відомостей: 
 — органу Державної міграційної служби («Паспортний стіл»), 
 — органу Міністерства юстиції (РАЦС),
 — військових частин (щодо військовослужбовців строкової служби),
 — виправних колоній,
 — Центру обліку бездомних громадян,
 — органів Міністерства охорони здоров'я України (щодо постійно нездатних самостійно пересуватися),
 — районного суду або органів опіки та піклування (щодо недієздатних).

## Внесення виборців до реєстру
Реєстр створювався на основі даних з ІАП «Списки виборців», які кожен відділ поштою на CD-дисках надсилав до ЦВК для первинного
формування реєстру. Після цього було проведено первинне уточнення даних суб'єктами надання відомостей (надання всіх змін з
моменту останніх виборів на відповідній території). А в серпні-вересні 2009 року Центральна виборча комісія здійснила розсилку, всім занесеним до реєстру виборцям України, повідомлень про включення до Державного реєстру виборців. В разі виявлення помилок виборцям пропонувалося звернутися у відповідний відділ ведення для їх усунення.
Підставами занесення виборців до реєстру є:
 — Досягнення 18-річного віку;
 — Набуття громадянства України;
 — Виявлення невключеного до реєстру виборця (в тому числі за заявою самого виборця).
Виборці можуть звернутися до відділу ведення з заявою про:

1. виправлення даних (відповідно до паспорту);

2. включення до реєстру (в разі відсутності);

3. зміну виборчої адреси* (незалежно від місця реєстрації).
- Для зміни виборчої адреси або тимчасової зміни місця голосування достатньо будь-якого документа, що підтверджує проживання за якоюсь адресою на території відповідного відділу ведення:

- паспорт з реєстрацією,
 — довідка з ЖЕКу,
 — свідоцтво про право власності на житло,
 — свідоцтво про шлюб чи про народження, що засвідчує родинні зв'язки з вже зареєстрованим за цією адресою виборцем,
 — письмова згода власника житла,
 — договір оренди житла,
 — або щось інше.

Проте в місцевих виборах на даній території можуть брати участь лише зареєстровані мешканці відповідної території.
Також, отримання інформації можливо в режимі онлайн [Архівовано 17 квітня 2019 у Wayback Machine.]: потрібно зареєструватися у сервісі «Особистий кабінет виборця» та відправити свій запит. Орієнтовно за добу вам надішлють ті дані, які вас цікавлять.

## Використання даних реєстру
Дані реєстру використовуються для складання попередніх та остаточних списків виборців для проведення будь-яких виборів та референдумів. Відділи ведення виготовляють списки в двох екземплярах, один для дільничних виборчих комісій, інший залишається в відділі.
Також можливе використання в статистичних цілях.